# Área metropolitana de Granada
El Área Metropolitana de Granada también conocida como Área de Granada es una entidad demográfica que integra a la ciudad de Granada y a otros treinta y cuatro municipios colindantes. Según la definición del Plan de Ordenación del Territorio de la aglomeración urbana de Granada  tiene una población de 541.465 habitantes (INE 2020) y una extensión de 972,6 km². Se puede entender en dos sentidos, en un sentido formal, como ente de la Administración Pública local, o en un sentido conceptual, como fenómeno demográfico, constituido por la aglomeración que trasciende a un conjunto de municipios colindantes, con Granada como centro, que desbordada en su espacio territorial inicial, constituido por su término municipal, se extiende hacia fuera para generar una nueva realidad urbana, susceptible de diversas valoraciones e interpretaciones.
Las funciones del área metropolitana corresponden a la coordinación y cohesión de las políticas de planificación territorial y urbanismo, movilidad, transporte, medio ambiente, infraestructuras y promoción económica del territorio metropolitano.

## Definición
Como elemento de la Administración Pública, el Área Metropolitana de Granada está definida por el Plan de Ordenación del Territorio de la aglomeración urbana de Granada, definido por la Junta de Andalucía según el cual está constituida por 34 municipios, con personalidad jurídica, que pretende gestionar distintas facetas de interés común de un modo unitario, coordinando servicios y actuaciones, para satisfacer las nuevas necesidades consecuencia de la mayor integración, como los servicios de transporte público, unificando el servicio de taxis, por ejemplo, o los de suministro de agua potable y mantenimiento de la red de saneamiento y depuración de aguas residuales, siendo objeto de un relativo reciente traspaso en su gestión de los ayuntamientos, limitados ante la complejidad alcanzada por estos servicios, a un reducido número de empresas privadas para la zona en su conjunto, entre otros.

## Historia

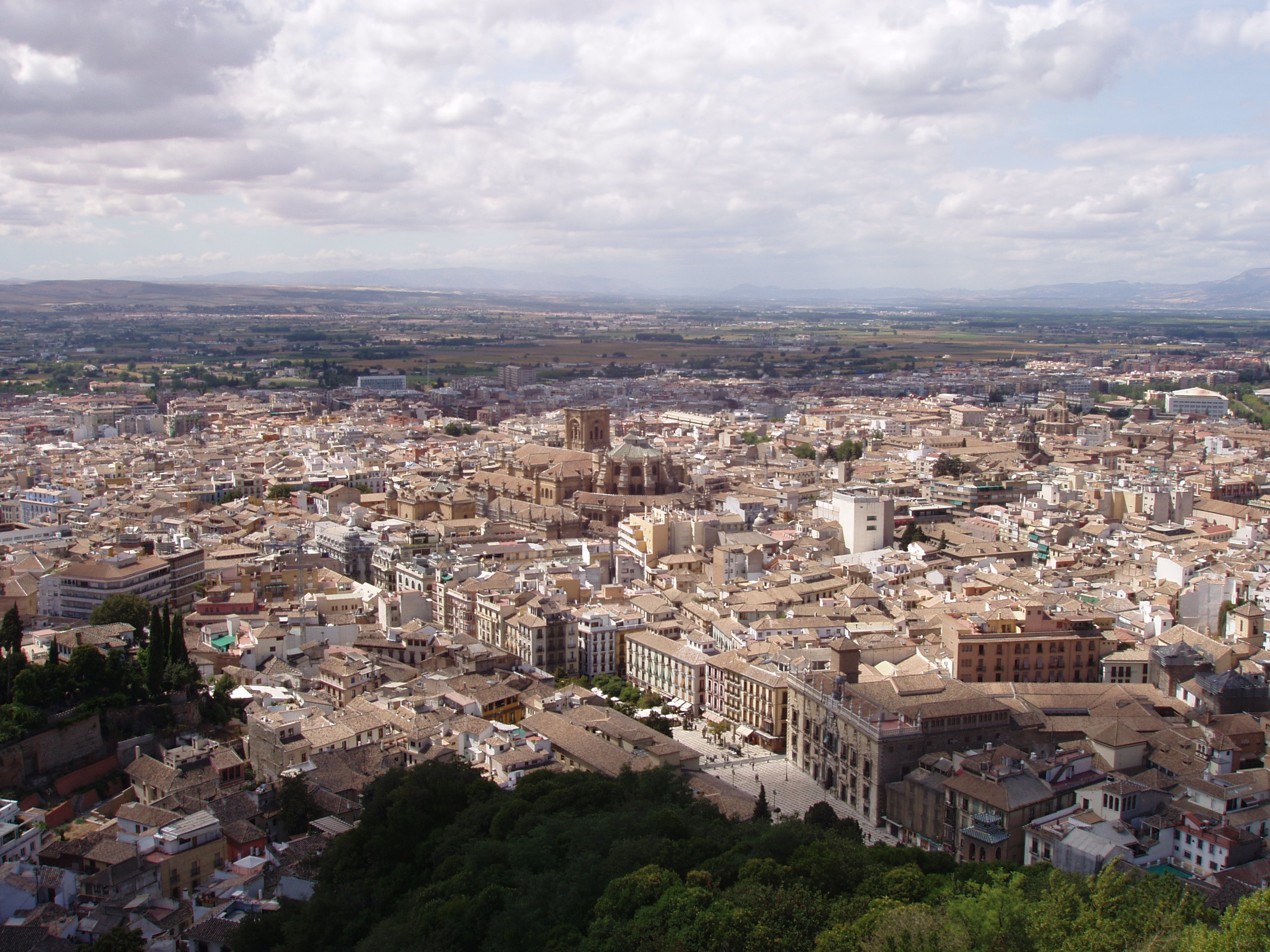
Vista panorámica del distrito centro de Granada, desde la cual se divisa el entorno de la Vega de Granada.

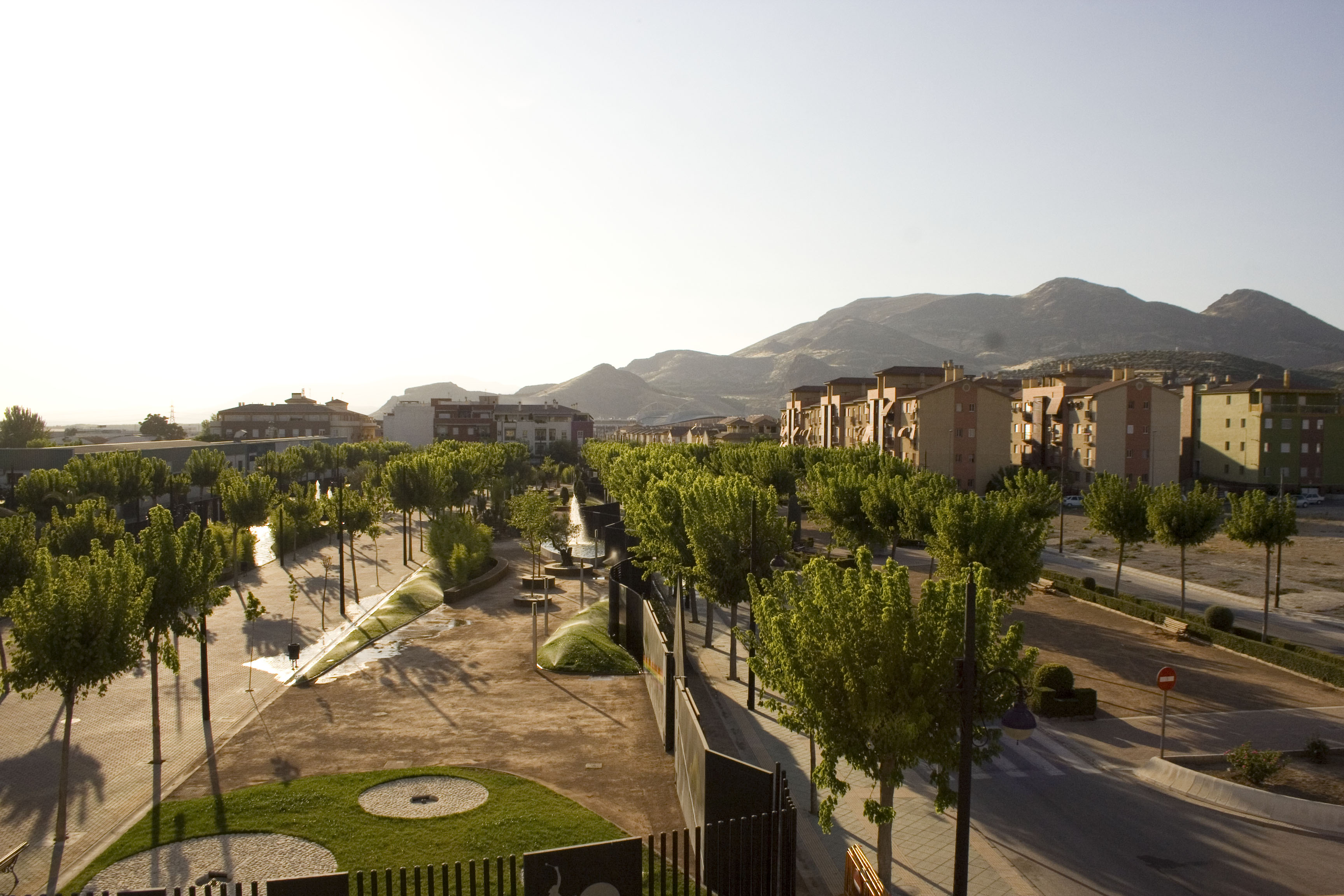
Parque Pink Floyd, en la localidad metropolitana de Atarfe.

Como fenómeno demográfico, económico y social el área metropolitana de Granada, que tiene su origen en la capital, como proveedora tradicional de servicios, y un conjunto de municipios, en los que predominaba la actividad agrícola y ganadera, comienza a desarrollarse, esencialmente, a partir de los años 70, con la implantación de polígonos industriales periféricos en la zona norte, ubicados principalmente en los municipios de Peligros, Maracena, Albolote y Atarfe.
Posteriormente han ido proliferando zonas residenciales y otros polígonos industriales por toda la zona colindante de Granada capital, principalmente en los veinticinco municipios incluidos en un radio de diez kilómetros, limitados por el este por la cadena montañosa que conforma la unión de las sierras de la Alfaguara, Huétor y Sierra Nevada, que partiendo de sus laderas inicia su expansión fundamental hacia el oeste, penetrando en la Vega de Granada, y subsidiariamente hacia el sur por las depresiones que conducen hacia la costa, hasta el Valle de Lecrín, y el norte por la autovía que une Granada con Bailén, con el embalse de Cubillas como zona de recreo y punto de referencia límite. En 2007 había diez municipios que superan los 10 000 habitantes de esta primera periferia, a los que hay que añadir otros dos más en un radio de 15 kilómetros.
Actualmente la zona periférica de Granada es la más dinámica de la provincia, dominada por una importante actividad inmobiliaria, construcción de infraestructuras, como la reubicación y remodelación de la Red de Carreteras Nacionales que convergen en Granada, como importante enclave de paso del sur hacia el Levante y toda la Costa del Sol hacia el centro y norte de España, y que determinará en gran medida la fisonomía de la zona, y la futura conexión al tren de alta velocidad, que enlazará todas las capitales de provincia con Madrid y, por último, la construcción del Parque Tecnológico de Ciencias de la Salud y diversos polígonos industriales en nuevas zonas de expansión, como los que ahora hay en construcción en Láchar y Alhendín.
Todo esto unido a actividades tradicionales ya importantes como la educativa y de investigación, en torno a la prestigiosa Universidad de Granada, la turística, basada en la riqueza monumental, la promoción de Granada como ciudad de congresos, la Estación de Esquí y el Parque nacional de Sierra Nevada, y la cercanía a otras zonas importantes de interés como la Alpujarra y la Costa Granadina, con Motril como uno de los puertos de mar más cercanos a Madrid, y la logística, cimentada en su localización geográfica, que convierte la zona en un punto neurálgico de vital importancia. Todos estos factores, en esencia, son los que determinan el presente y establecen las líneas esenciales de evolución para el Área en un futuro inmediato.

## Distribución y evolución de la población

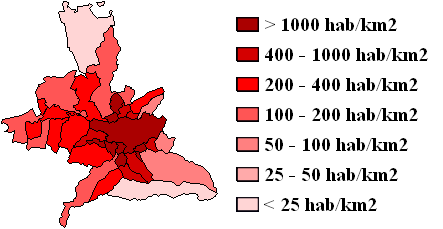
Densidad de población en el Área Metropolitana de Granada.

La población del área metropolitana es ligeramente superior al medio millón de habitantes —543 816 según el padrón de 2021— lo cual supone dos tercios del total de la provincia de Granada. La ciudad de Granada es el núcleo de población más importante del área, y al ser el eje principal en términos económico, productivo y de ocio, constituye un área de confluencia para los habitantes del resto del área.
La tendencia actual es al aumento considerable de la población del área metropolitana en su conjunto y a un ligero descenso de la población de Granada capital. Los municipios que rodean Granada actúan cada vez más como ciudades dormitorio, con lo que los desplazamientos y la densidad de tráfico crecen continuamente.
La organización territorial del Área Metropolitana de Granada se recoge en el Plan de Ordenación del Territorio de la Aglomeración Urbana de Granada (POTAUG).
| Año  | Granada | Resto del área | Total   |
| ---- | ------- | -------------- | ------- |
| 1981 | 249.821 | 123.158        | 372.979 |
| 1991 | 257.580 | 152.065        | 409.654 |
| 2001 | 243.341 | 197.437        | 440.778 |
| 2005 | 236.982 | 236.732        | 473.714 |
| 2007 | 236.207 | 254.207        | 490.414 |
| 2008 | 236.988 | 263.481        | 500.469 |
| 2010 | 239.154 | 278.769        | 517.923 |
| 2011 | 240.099 | 283.746        | 523.845 |
| 2013 | 237.818 | 291.860        | 529.678 |
| 2018 | 232.208 | 302.721        | 534.929 |
| 2021 | 231.775 | 312.041        | 543.816 |

## Economía
El Área Metropolitana de Granada es la zona con mayor renta de la provincia, superando la media de renta per cápita de la comunidad autónoma. La capital granadina es el principal motor económico del área y constituye también un eje comercial y productivo para el resto de municipios. En cuanto al resto, quince de los municipios con mayor renta per cápita de la provincia se encuentran en el área, con una renta bruta media de 20 540 euros anuales.
Después de la capital, los diez municipios con mayor renta del área metropolitana según los datos de 2016 del Ministerio de Hacienda son Cájar, Villa de Otura, Gójar, Ogíjares, Huétor Vega, Albolote, Armilla, La Zubia, Peligros y Las Gabias.
Aunque el principal motor del área es el turismo y los servicios, en especial los relacionados con la hostelería y el comercio minorista. También son pilares de la economía la construcción y las actividades agrícolas atribuidas al sector primario. En menor medida, el área cuenta con presencia de actividad industrial, fundamentalmente concentrada en los polígonos de Juncaril, Atarfe y Armilla.

## Transporte

### Carreteras

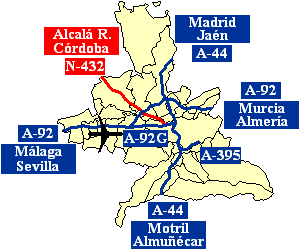
Principales vías de comunicación del Área Metropolitana de Granada.

Las autovías que discurren por el Área Metropolitana de Granada son:
- La GR-30, conocida como Circunvalación de Granada, bordea la ciudad por el oeste
- La A-44, conocida como la Segunda Circunvalación de Granada, que comienza en El Chaparral y termina en la Villa de Otura.
- La Ronda Sur (A-395)
- La Ronda Norte (o Distribuidor Norte de Granada) (Maracena - Jun por Pulianas).
- La A-92 (Andalucía Occidental-Andalucía Oriental)
- La A-92G, que conecta Granada con el Aeropuerto Federico García Lorca, por Santa Fe.

Además están en proyecto o construcción las siguientes autovías:
- Autovías interurbanas:
- La A-81 (Badajoz-Granada por Córdoba), que desde Pinos Puente hasta Granada se denominará GR-43

- Autovías urbanas:
- La Ronda Este (en estudio informativo)
- El Distribuidor Sur (o Segunda ronda Sur) (en proyecto), por la Vega Sur desde Huétor-Vega hasta Ogíjares
- VAU-05. Distribuidor que unirá la Circunvalación GR-30 con la Segunda Circunvalación A-44a

### Metro

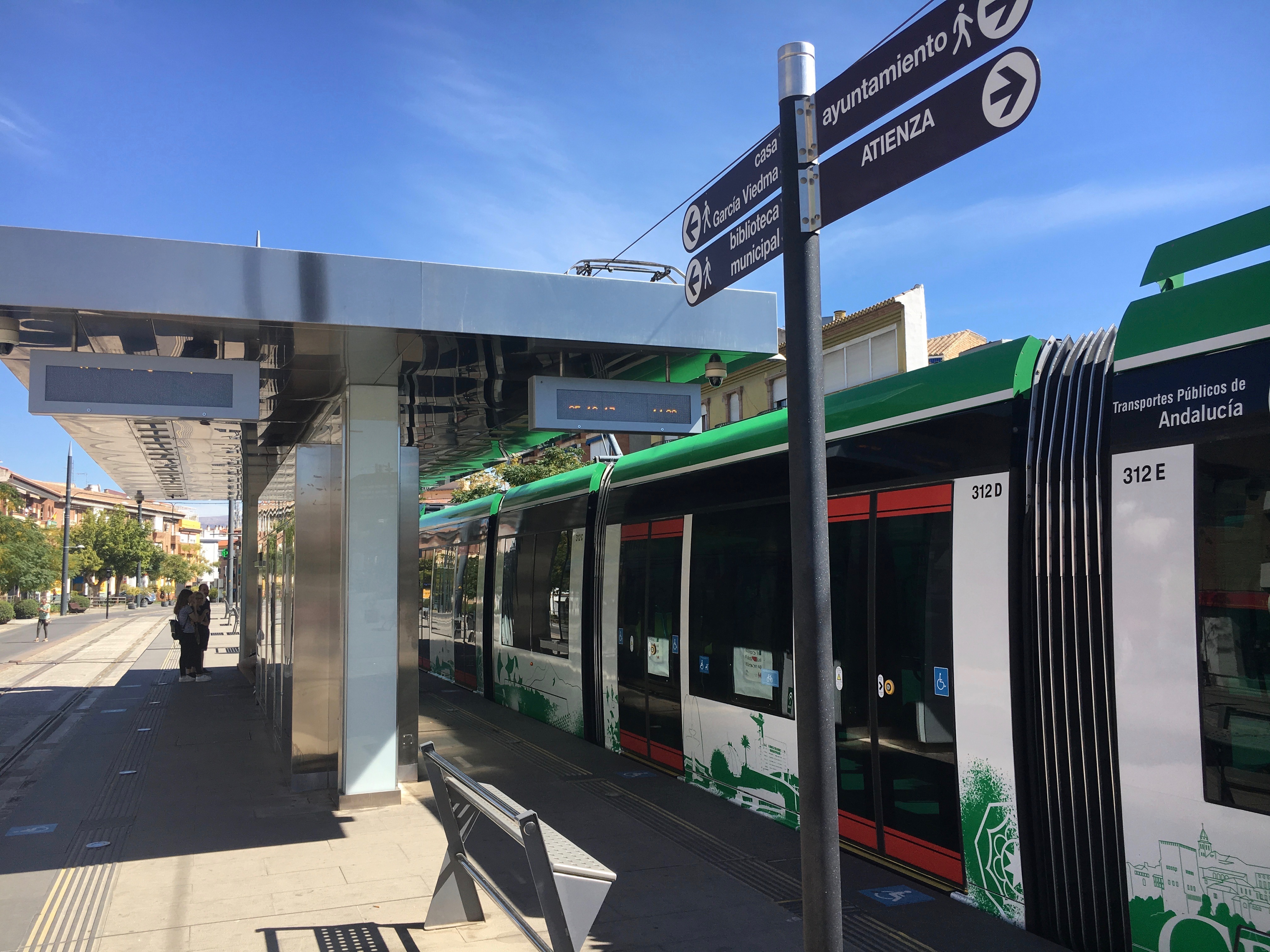
Una unidad del Metro de Granada en la estación de Armilla.

La ciudad de Granada cuenta desde septiembre de 2017 con un servicio de metro ligero, el Metro de Granada. Este servicio, de trazado transversal, constituye uno de los medios de comunicación entre la ciudad y tres de los municipios que mayor número de desplazamientos concentran del área metropolitana: Armilla, Maracena y Albolote.
En diciembre de 2023 comenzaron las obras para la ampliación de la línea de metro a través de los municipios de Churriana de la Vega hasta Las Gabias.

### Autobús

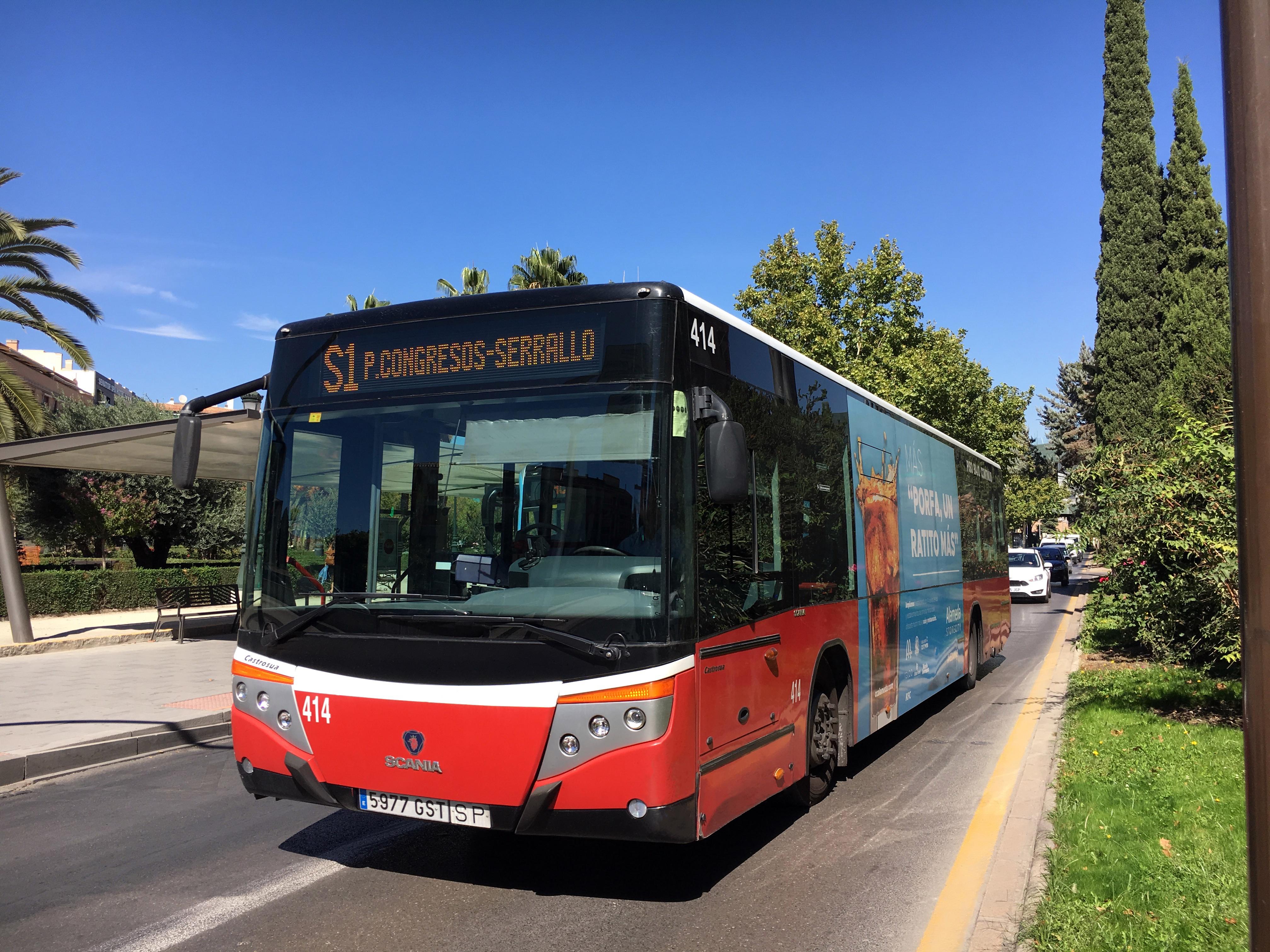
Un autobús de la línea S1 de la red de autobuses urbanos de Granada.

Además de la red de autobuses urbanos de Granada que dan servicio en la capital, el área metropolitana cuenta con una red de 65 líneas regulares de autobús que conectan todos los municipios del área metropolitana entre sí y con la ciudad de Granada en un sistema tarifario dividido en cuatro zonas (A, B, C y D) según la distancia con respecto a la capital. 
La red metropolitana de autobuses está gestionada por el Consorcio de Transporte Metropolitano del Área de Granada, un ente compuesto por la Junta de Andalucía, la Diputación de Granada y todos los ayuntamientos implicados.

### Ferrocarril
En 2019 entró en funcionamiento la AVE a Granada. Granada queda a 3 horas 15 minutos de Madrid (al norte), pero con el inconveniente de tener que pasar por la provincia de Málaga (al suroeste), lo que supone un considerable aumento de la distancia a recorrer, y el precio del billete. Pero, una vez se complete la futura Línea de Alta Velocidad Jaén-Granada-Motril (estudio), desde Madrid se podrá viajar a Granada en menos de dos horas. Completará esta red de altas prestaciones la tan deseada Línea de Alta Velocidad Granada-Murcia (estudio), reduciendo con ello los tiempos hacia el Levante español o a la misma Barcelona.
Desde la reciente apertura, también parten trenes de alta velocidad hacia Barcelona con paradas en Zaragoza o Madrid.

### Aeropuerto

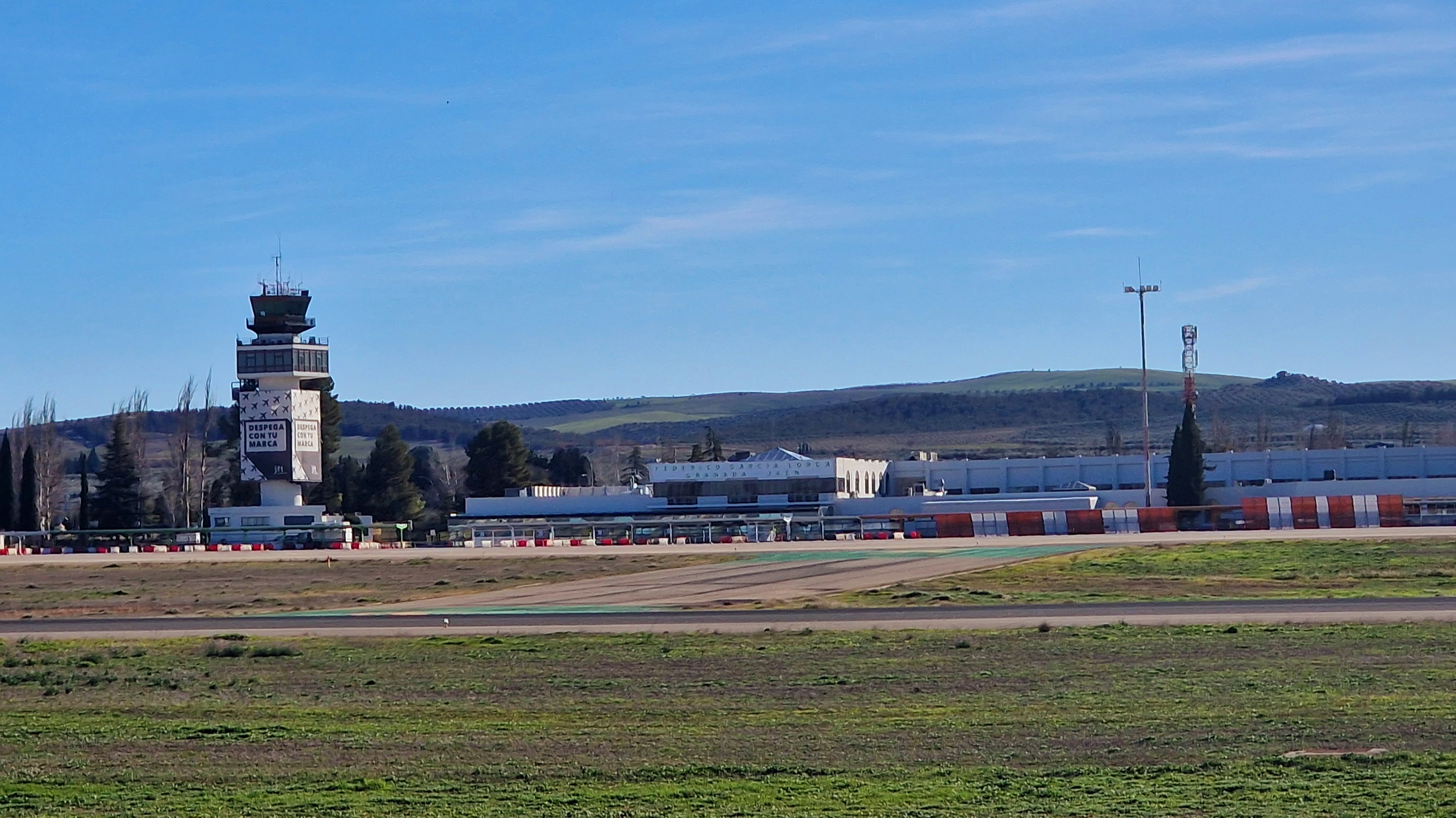
Aeropuerto de Granada.

La provincia de Granada cuenta con un único aeropuerto, el Aeropuerto Federico García Lorca-Granada situado entre los municipios de Chauchina y Santa Fe, a aproximadamente 15 kilómetros al nordeste de la ciudad. 
Se trata del tercer aeropuerto de mayor tamaño de Andalucía en número de pasajeros y carga, con un total de 1 126 389 pasajeros en el año 2018. Opera tanto vuelos comerciales de pasajeros entre varias ciudades españolas y del resto de Europa como servicios de transporte de mercancías. 
Su oferta de vuelos comerciales, aunque centrada mayoritariamente en municipios españoles, también ofrece vuelos internacionales a otros destinos de Europa, como Londres-London City, Mánchester, Milán, Berlín, Burdeos, Nantes o Nápoles. En cuanto a España se refiere, las principales conexiones de Granada son Madrid-Barajas, Barcelona-El Prat, Palma de Mallorca o Las Palmas de Gran Canaria.

## Municipios del área de Granada
Los 34 municipios que pertenecen al área metropolitana de Granada según el POTAUG son los siguientes. Los datos de población están referidos al año 2021.
|                      | Municipio            | Superficie | Población (2021) | Ayto. (2019) |
| -------------------- | -------------------- | ---------- | ---------------- | ------------ |
| Albolote             | Albolote             | 78,58 km²  | 19 128 hab.      | PP           |
| Alfacar              | Alfacar              | 16,73 km²  | 5 497 hab.       | PSOE         |
| Alhendín             | Alhendín             | 50,81 km²  | 9 674 hab.       | PP           |
| Armilla              | Armilla              | 4,42 km²   | 24 388 hab.      | PSOE         |
| Atarfe               | Atarfe               | 47,25 km²  | 19 198 hab.      | PSOE         |
| Cájar                | Cájar                | 1,65 km²   | 5 262 hab.       | PP           |
| Cenes de la Vega     | Cenes de la Vega     | 6,49 km²   | 8 181 hab.       | PSOE         |
| Chauchina            | Chauchina            | 21,21 km²  | 5 624 hab.       | PSOE         |
| Churriana de la Vega | Churriana de la Vega | 6,60 km²   | 15 741 hab.      | PP           |
| Cijuela              | Cijuela              | 17,92 km²  | 3472 hab.        | PSOE         |
| Colomera             | Colomera             | 111,98 km² | 1 298 hab.       | PSOE         |
| Cúllar Vega          | Cúllar Vega          | 4,35 km²   | 7 719 hab.       | PSOE         |
| Dílar                | Dílar                | 79,28 km²  | 2 137 hab.       | PP           |
| Fuente Vaqueros      | Fuente Vaqueros      | 16,01 km²  | 4 415 hab.       | PSOE         |
| Las Gabias           | Las Gabias           | 39,06 km²  | 22 051 hab.      | PP           |
| Gójar                | Gójar                | 12,01 km²  | 5 993 hab.       | PP           |
| Granada              | Granada              | 88,02 km²  | 231 775 hab.     | PSOE         |
| Güevéjar             | Güevéjar             | 9,75 km²   | 2 658 hab.       | UPG          |
| Huétor Vega          | Huétor Vega          | 4,24 km²   | 12 120 hab.      | PP           |
| Jun                  | Jun                  | 3,69 km²   | 3 928 hab.       | PSOE         |
| Láchar               | Láchar               | 13,12 km²  | 3 550 hab.       | IU           |
| Maracena             | Maracena             | 4,89 km²   | 22 358 hab.      | PSOE         |
| Monachil             | Monachil             | 88,92 km²  | 8 137 hab.       | PSOE         |
| Ogíjares             | Ogíjares             | 6,91 km²   | 14 559 hab.      | APPO         |
| Peligros             | Peligros             | 10,14 km²  | 11 544 hab.      | IU           |
| Pinos Genil          | Pinos Genil          | 13,99 km²  | 1 518 hab.       | PGI          |
| Pinos Puente         | Pinos Puente         | 91,88 km²  | 9 853 hab.       | IU           |
| Pulianas             | Pulianas             | 6,33 km²   | 5 480 hab.       | PSOE         |
| Santa Fe             | Santa Fe             | 38,20 km²  | 15 175 hab.      | PSOE         |
| Valderrubio          | Valderrubio          | 6,59 km²   | 2 059 hab.       | PSOE         |
| Vegas del Genil      | Vegas del Genil      | 14,15 km²  | 11 678 hab.      | PSOE         |
| Villa de Otura       | Villa de Otura       | 24,34 km²  | 7 173 hab.       | PSOE         |
| Víznar               | Víznar               | 13,00 km²  | 1 000 hab.       | IU           |
| La Zubia             | La Zubia             | 20,11 km²  | 19 473 hab.      | PSOE         |
|                      | TOTAL                | 972,62 km² | 543 816 hab.     |              |

## Galería

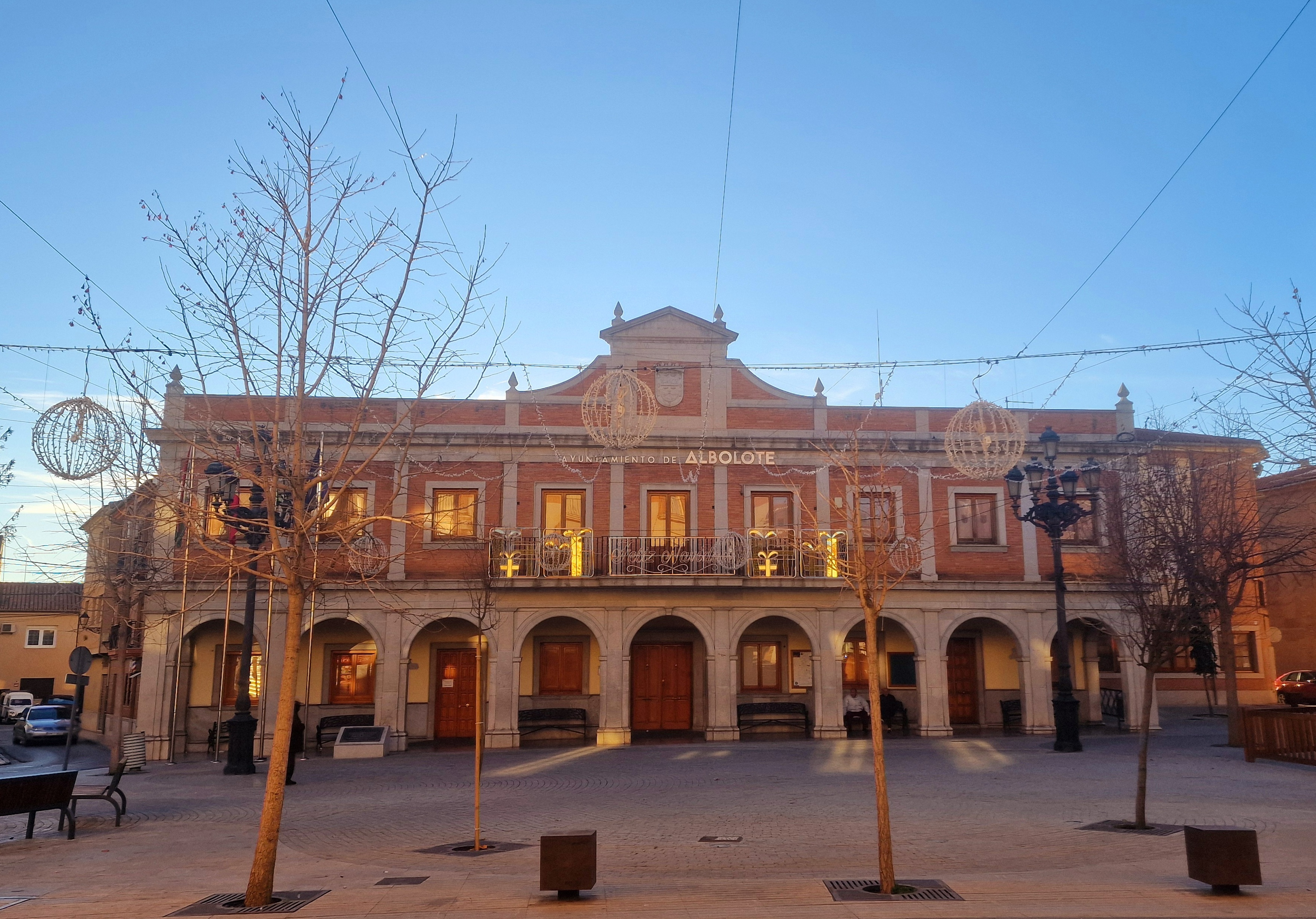
Albolote
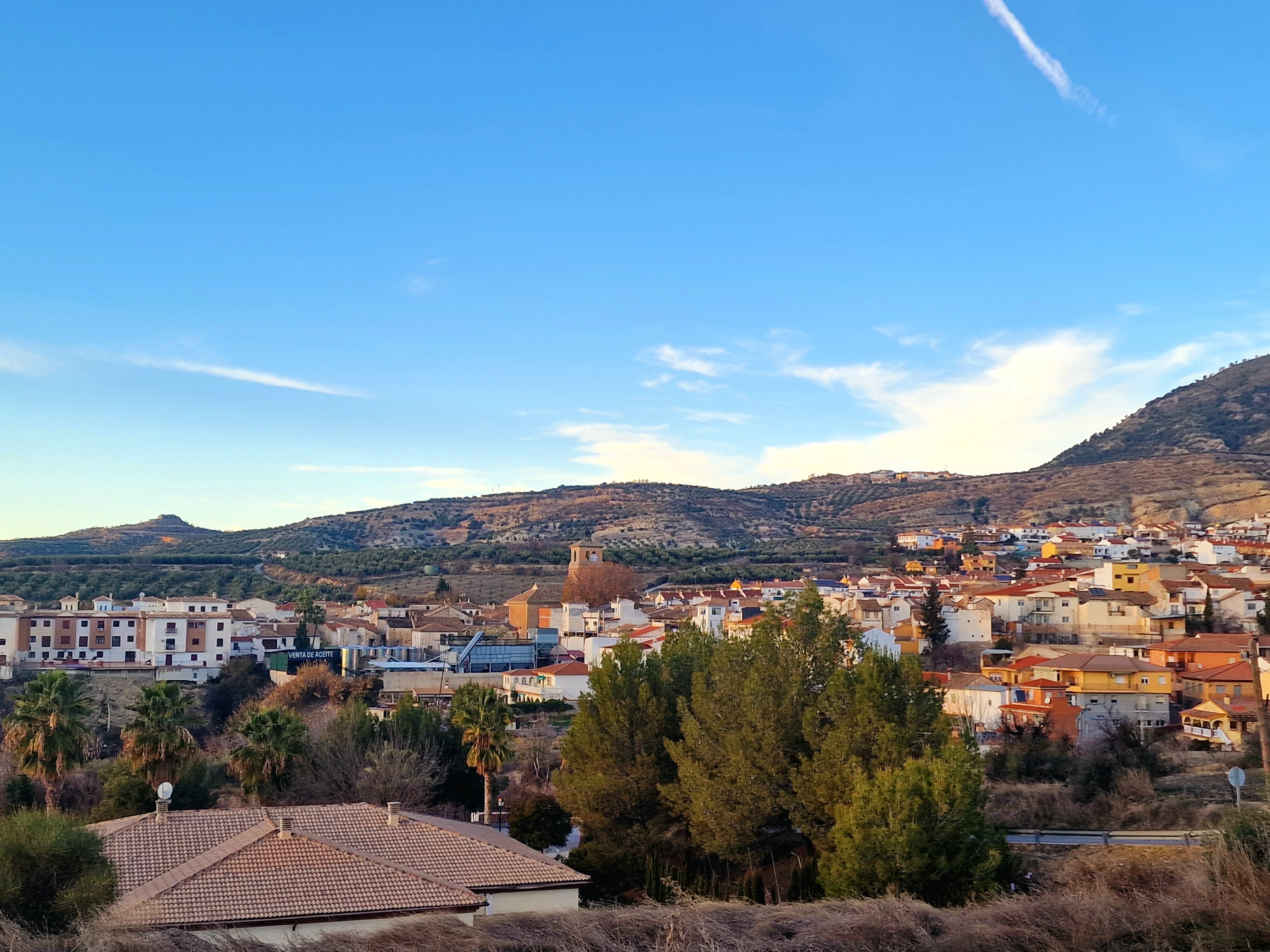
Alfacar
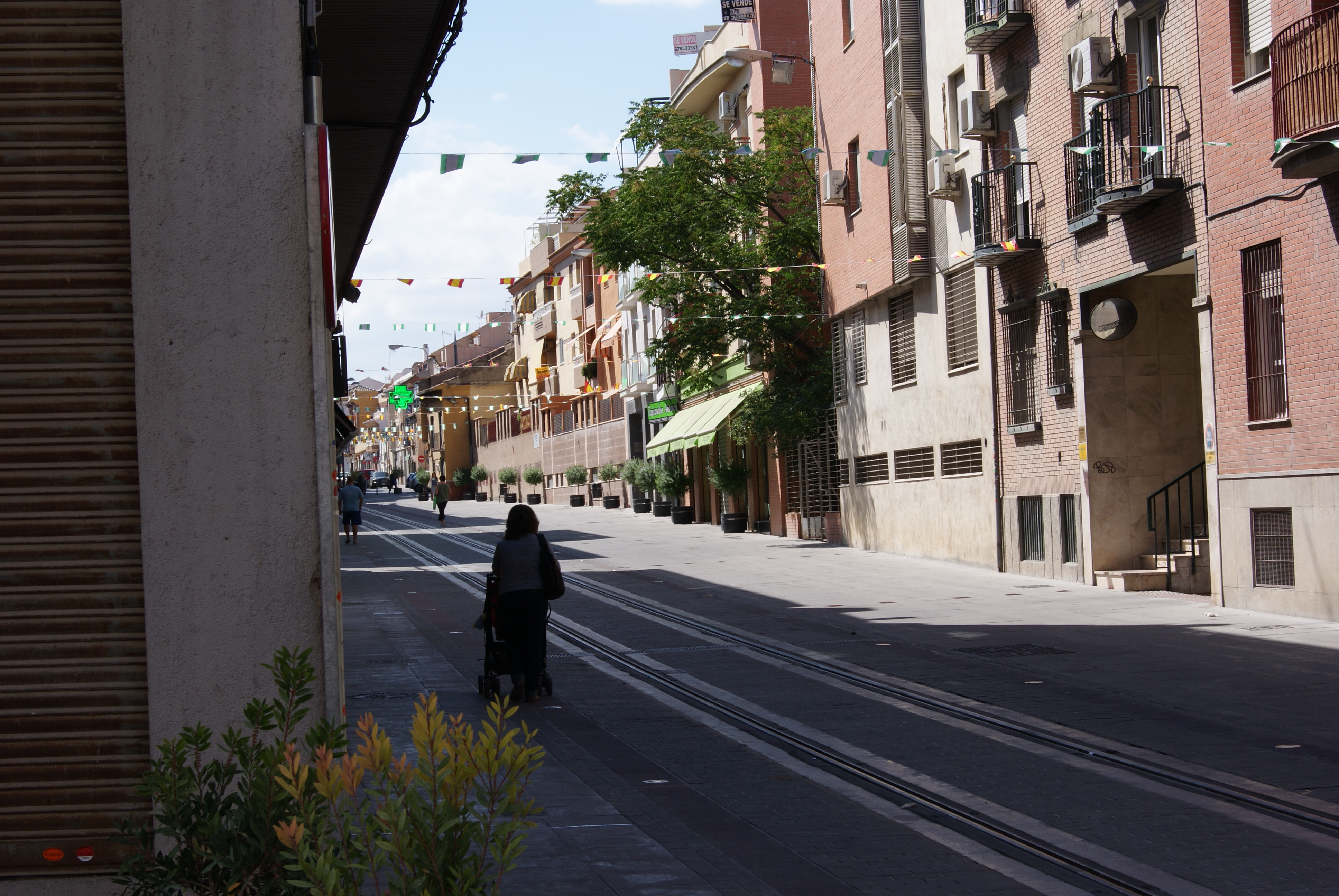
Armilla
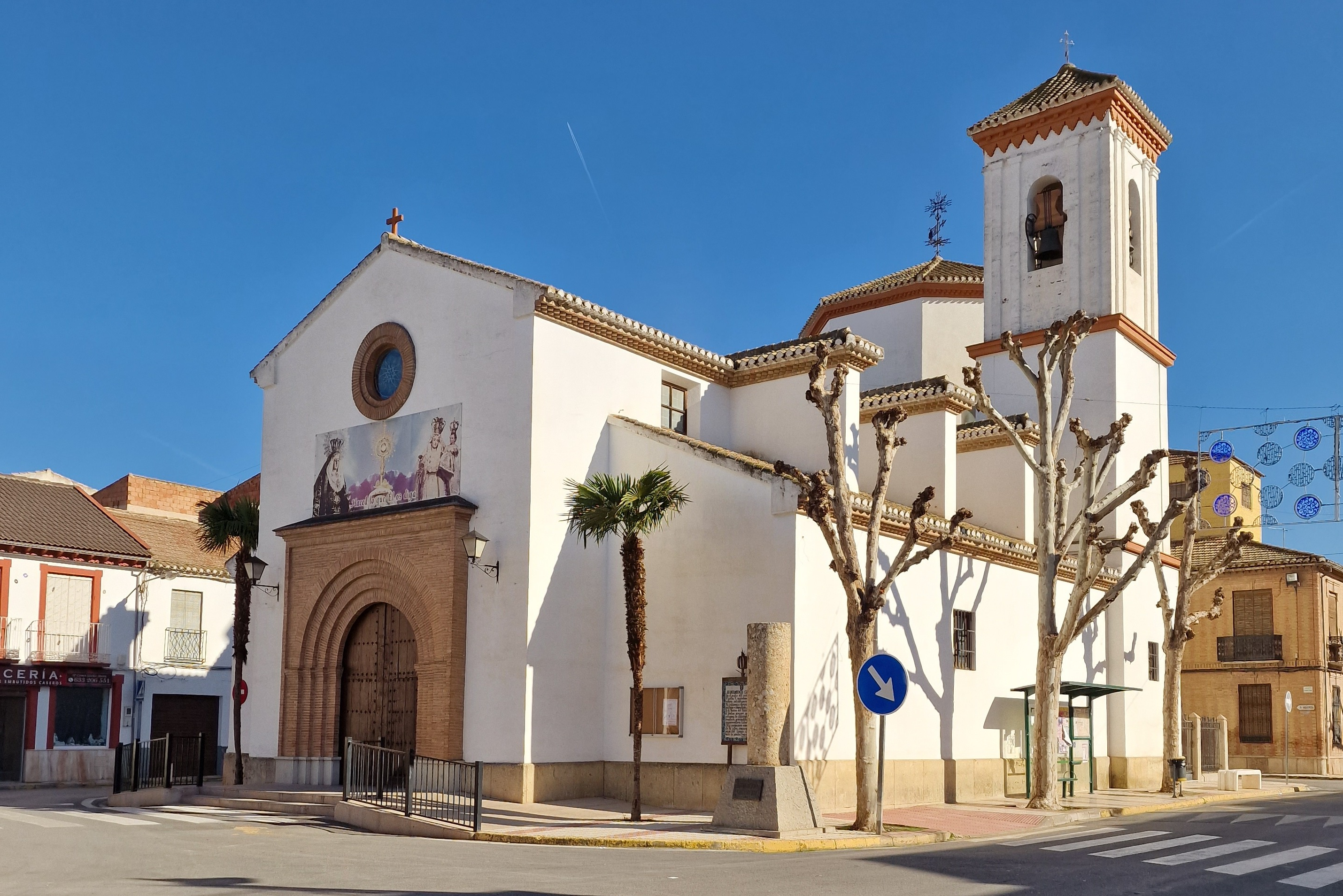
Chauchina
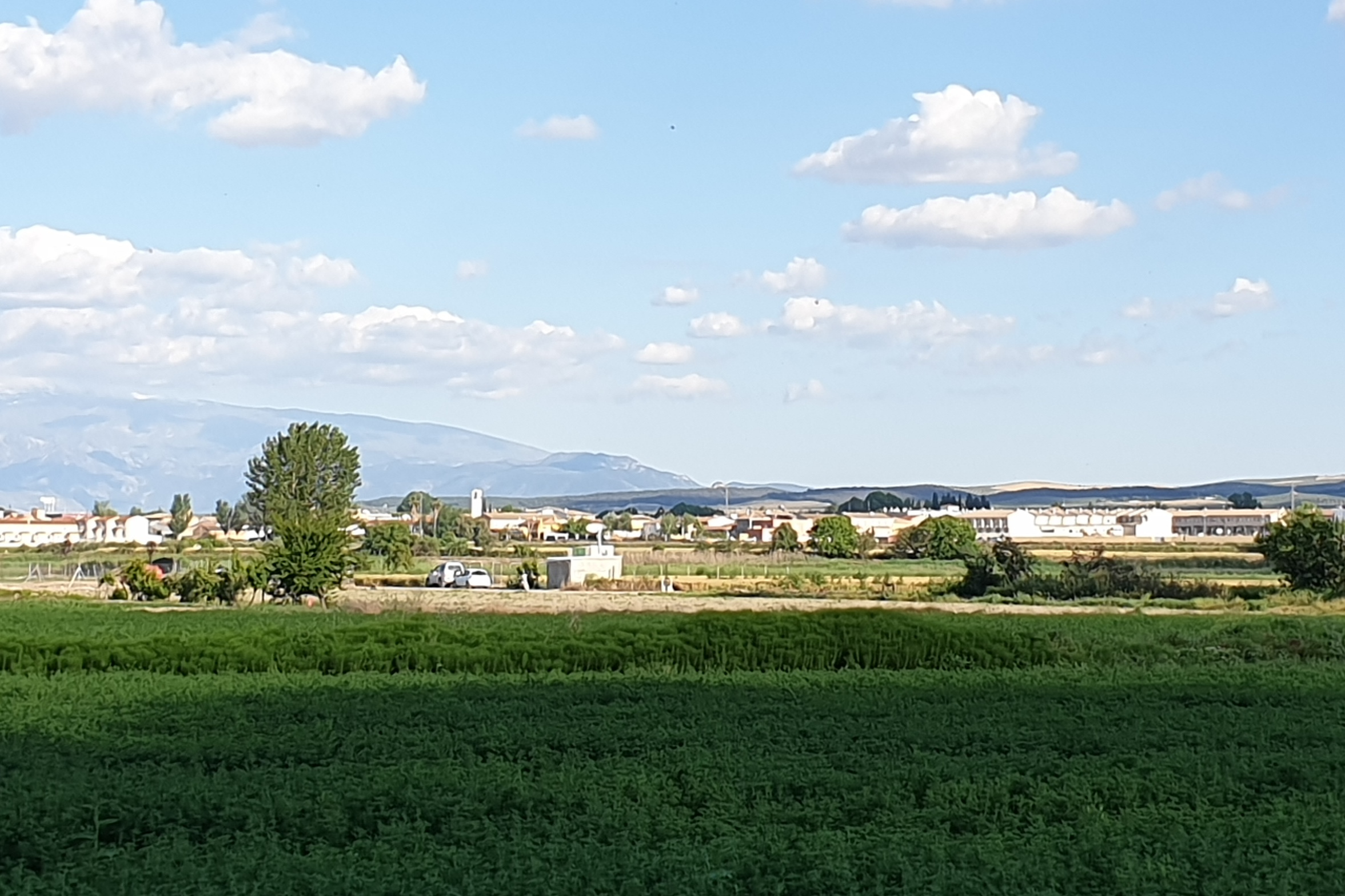
Cijuela
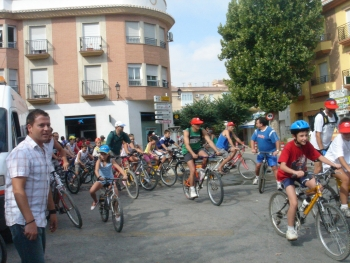
Cúllar Vega
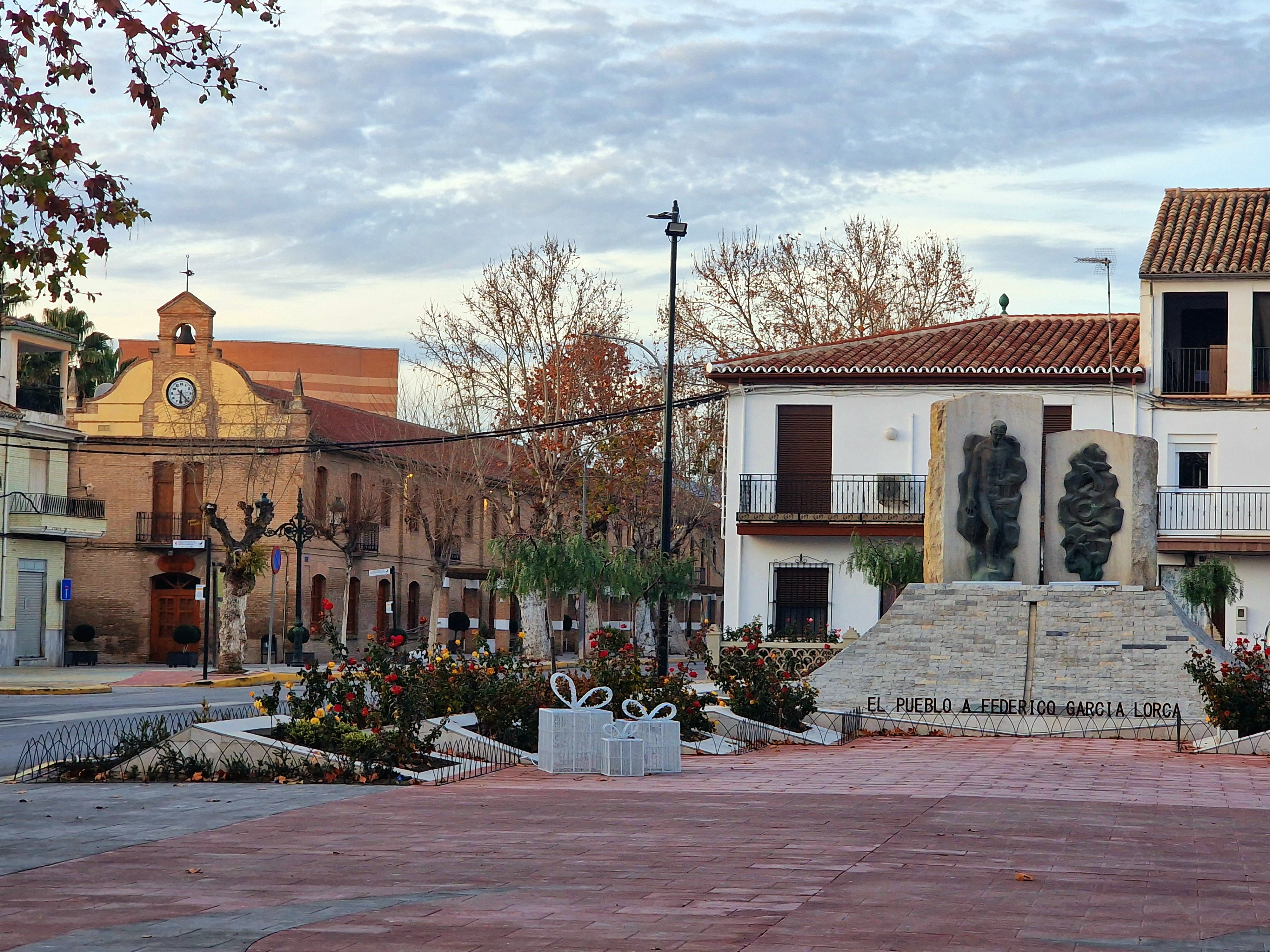
Fuente Vaqueros
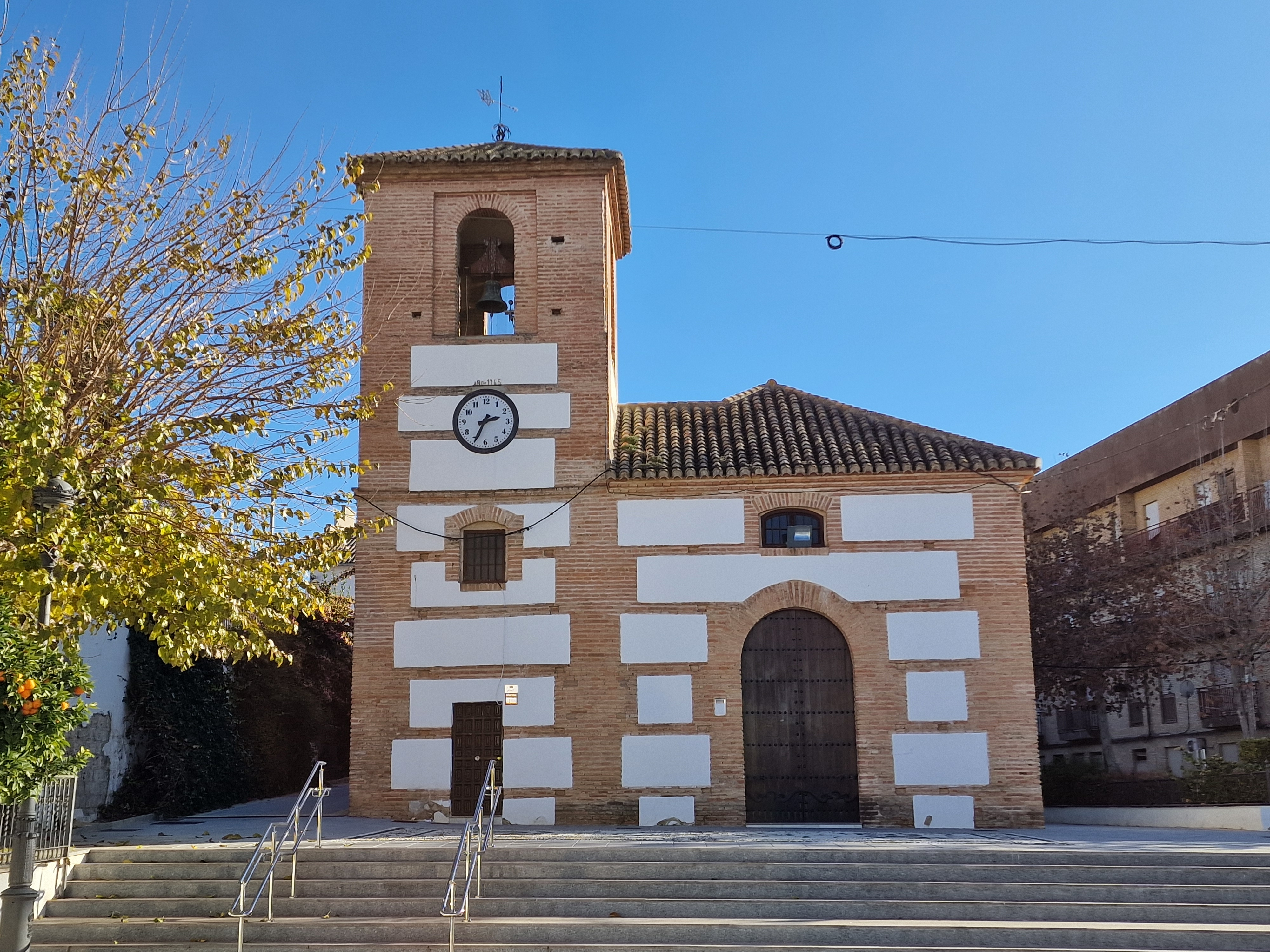
Jun
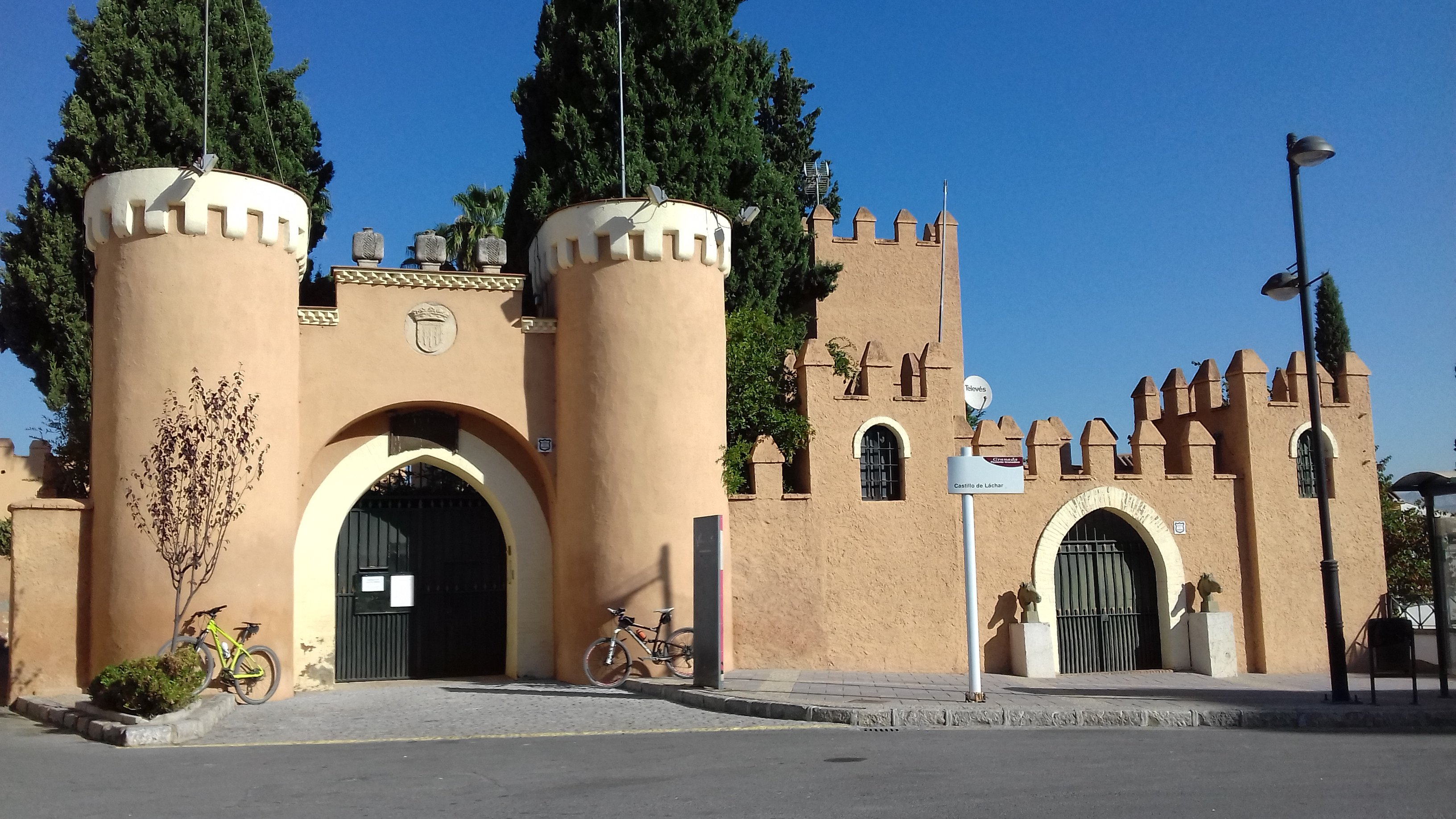
Láchar
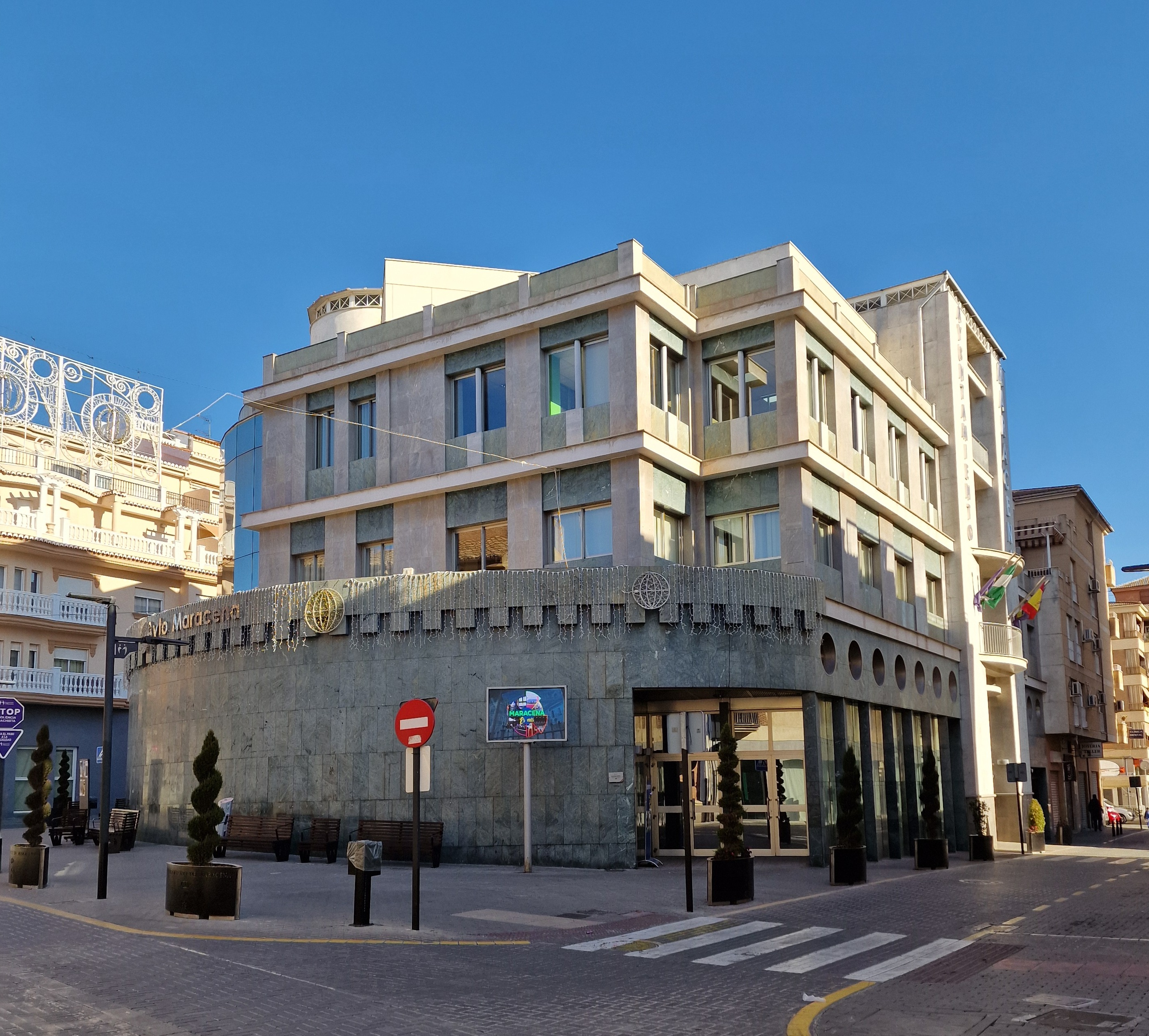
Maracena
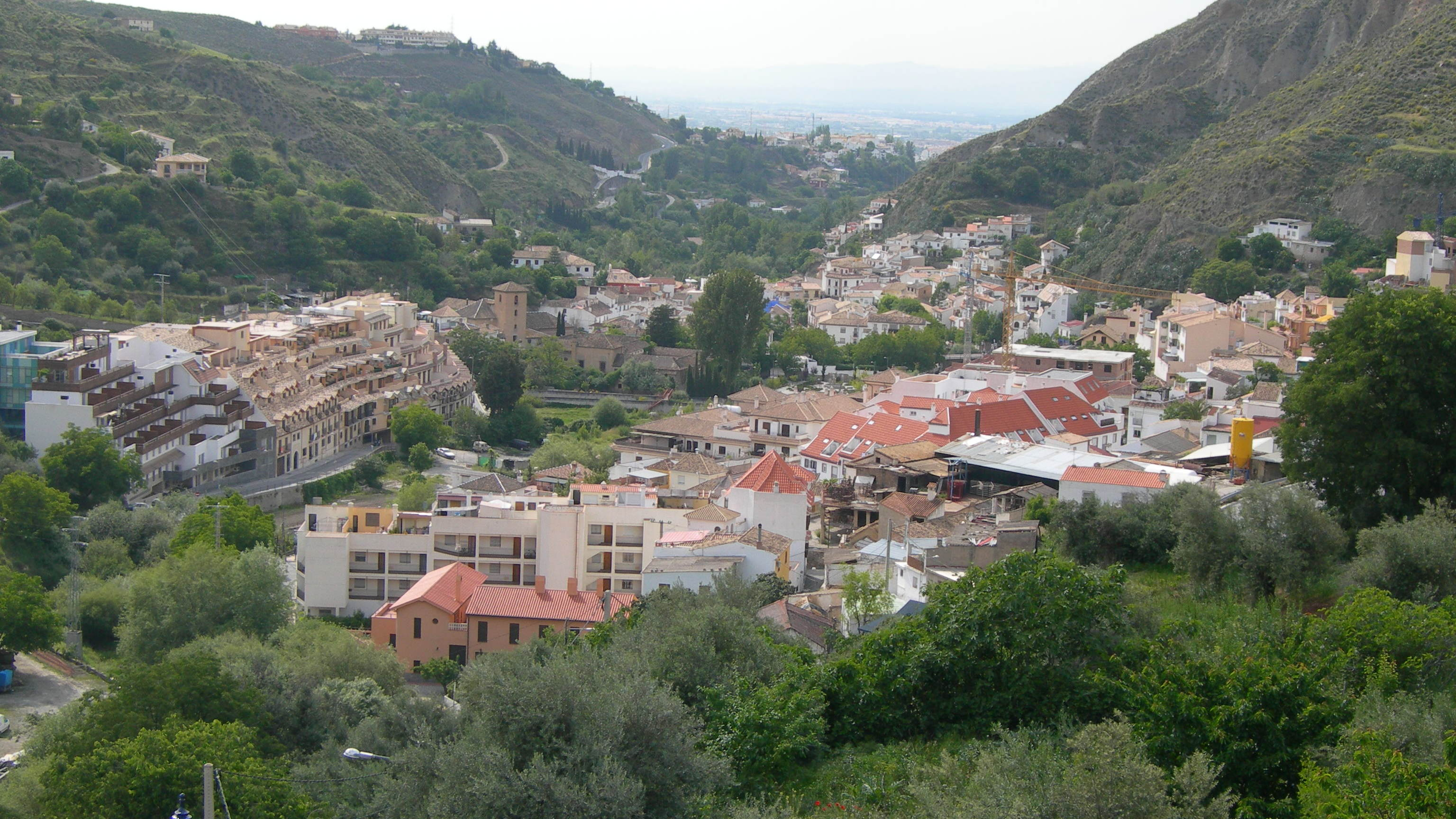
Monachil
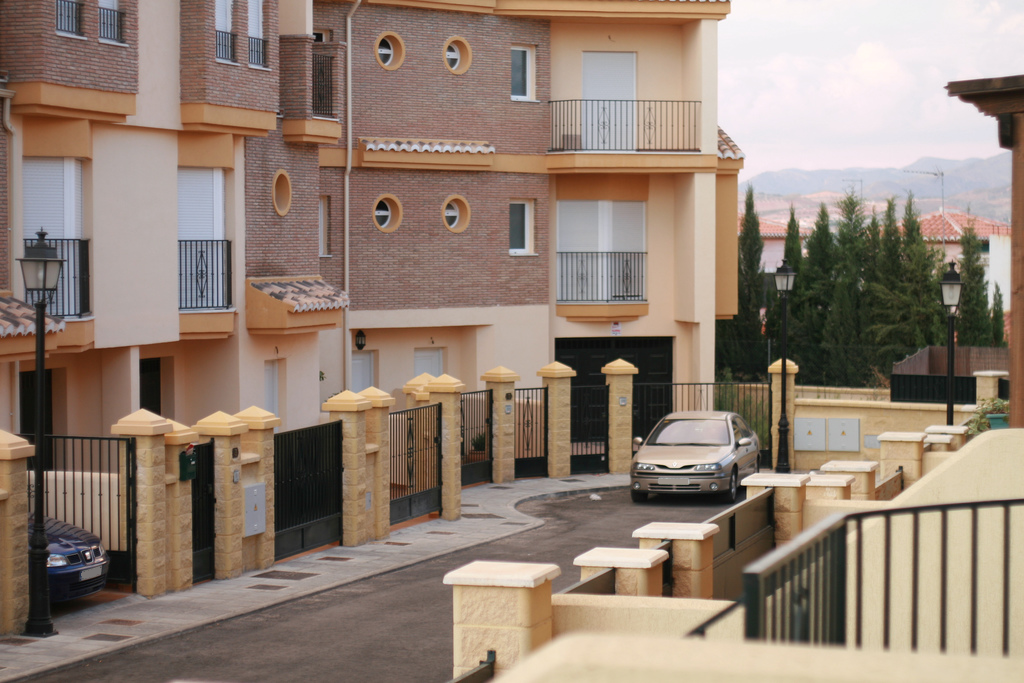
Ogíjares
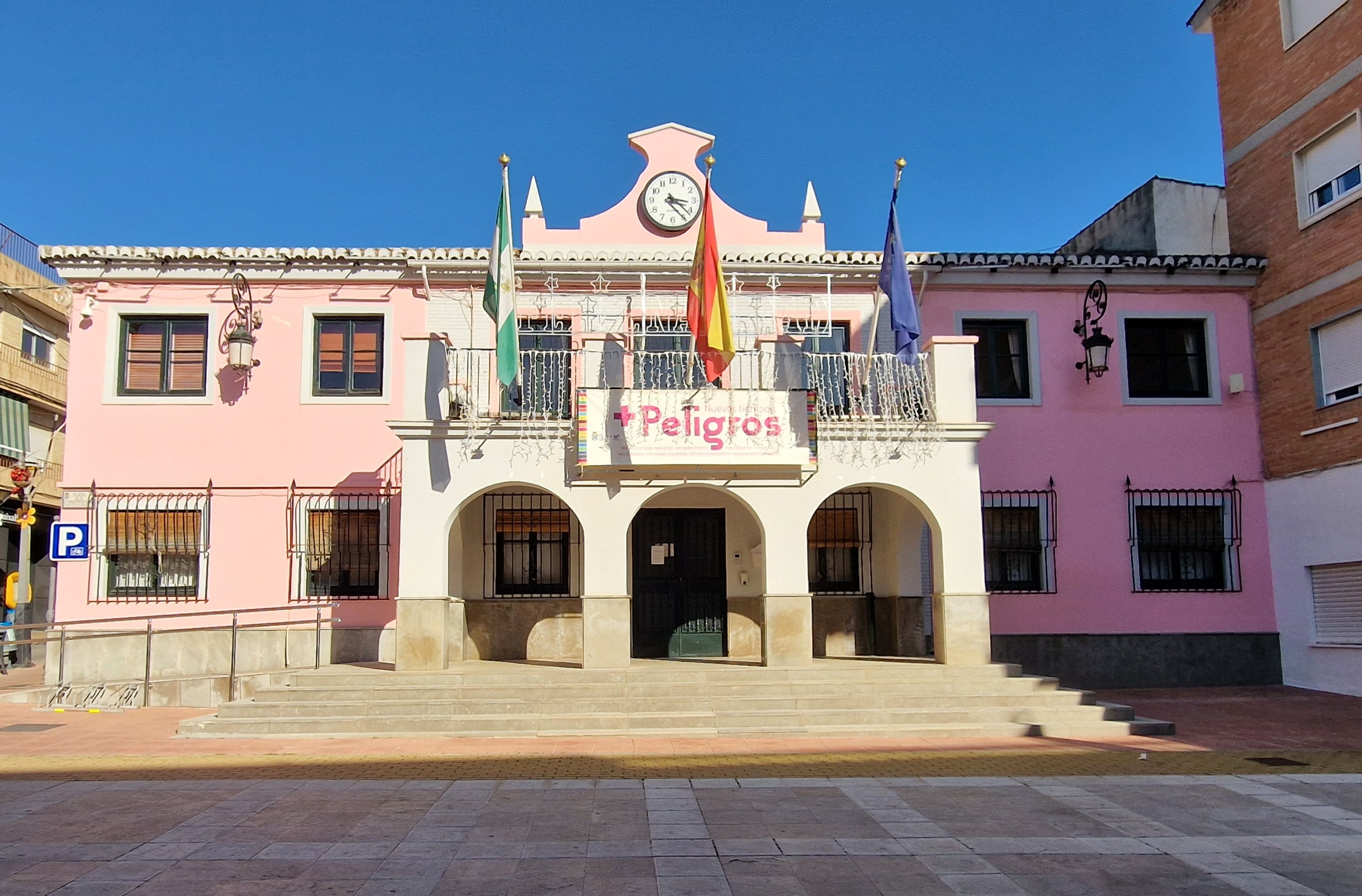
Peligros
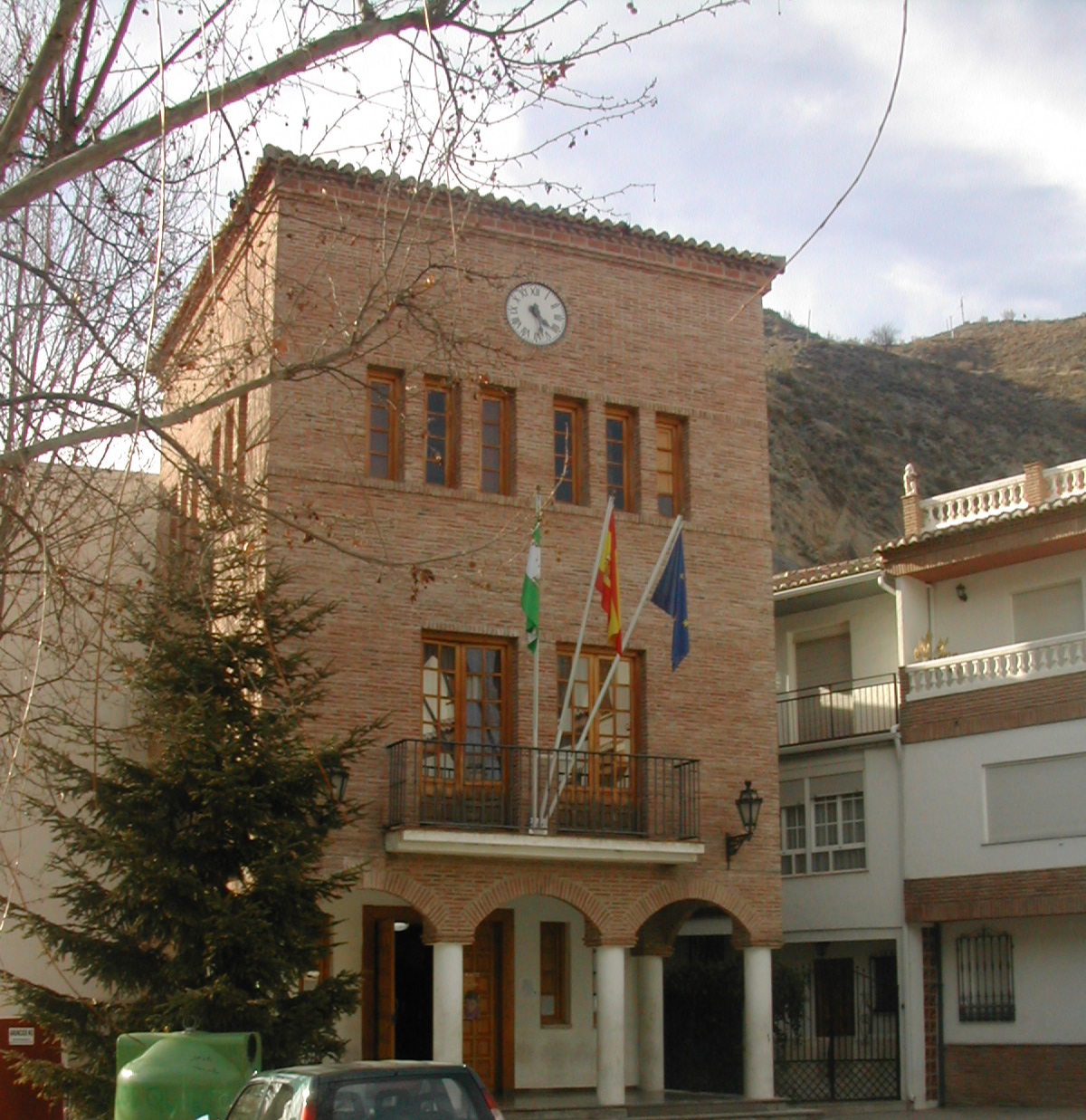
Pinos Genil
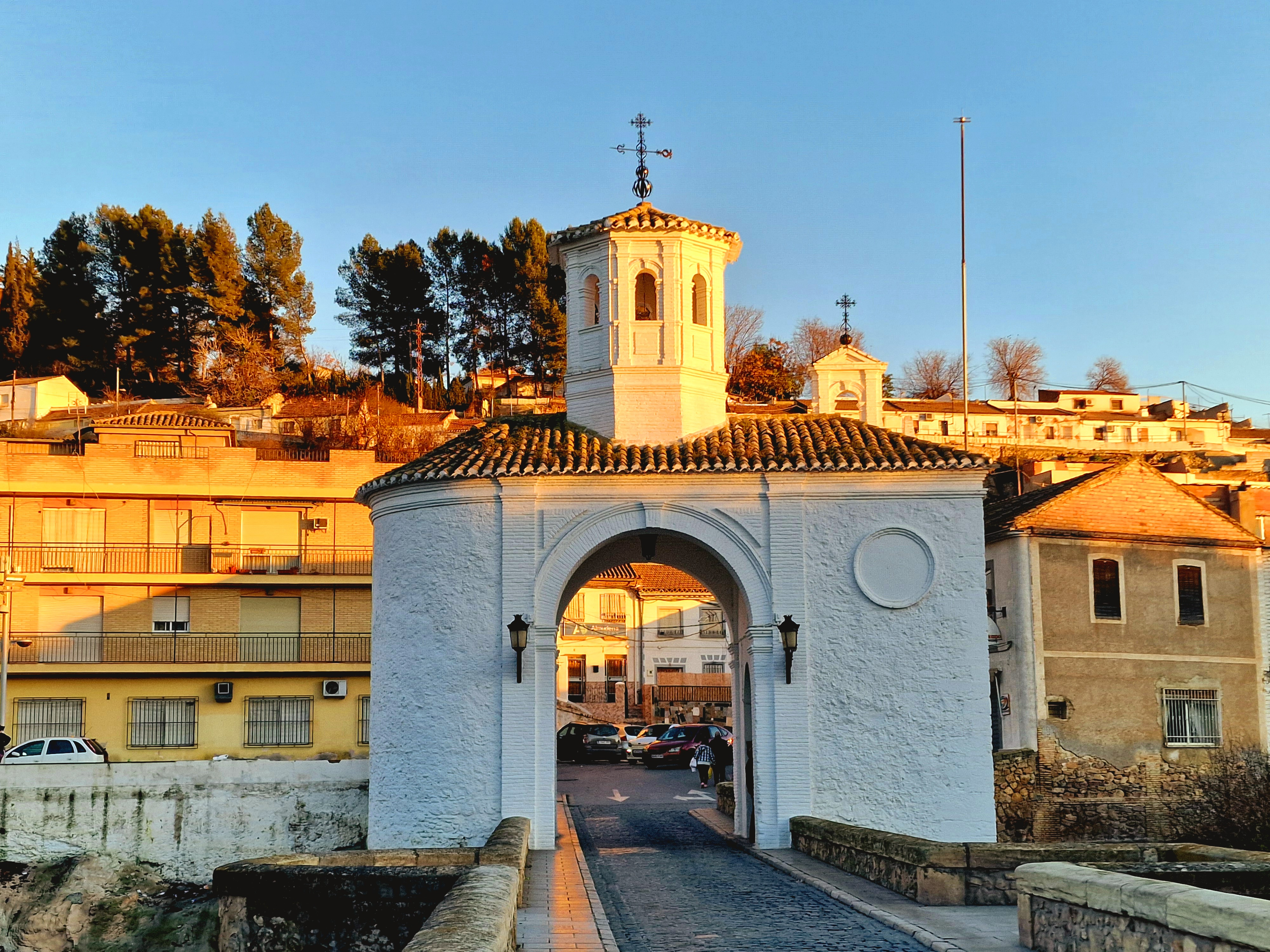
Pinos Puente
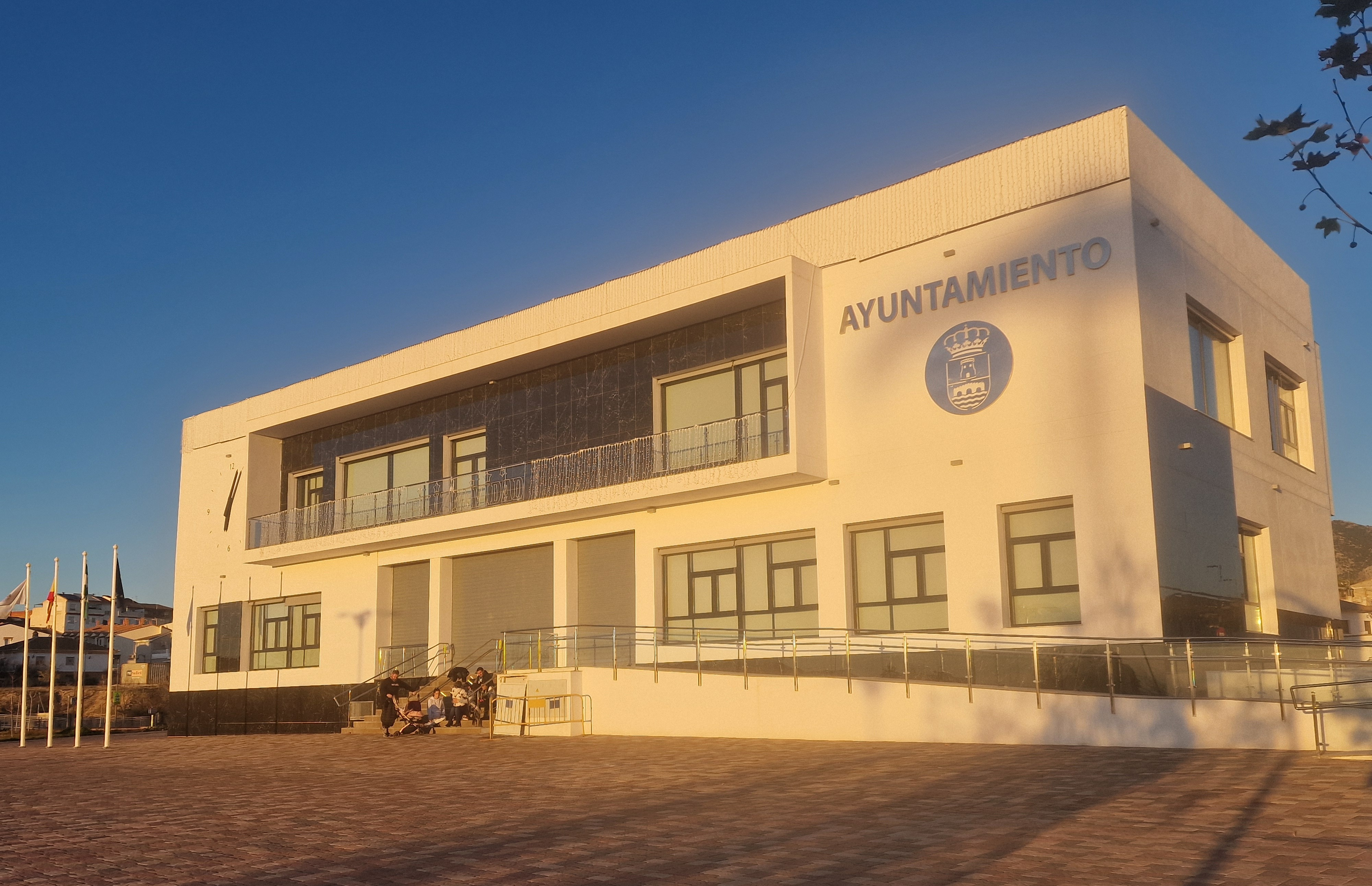
Pulianas
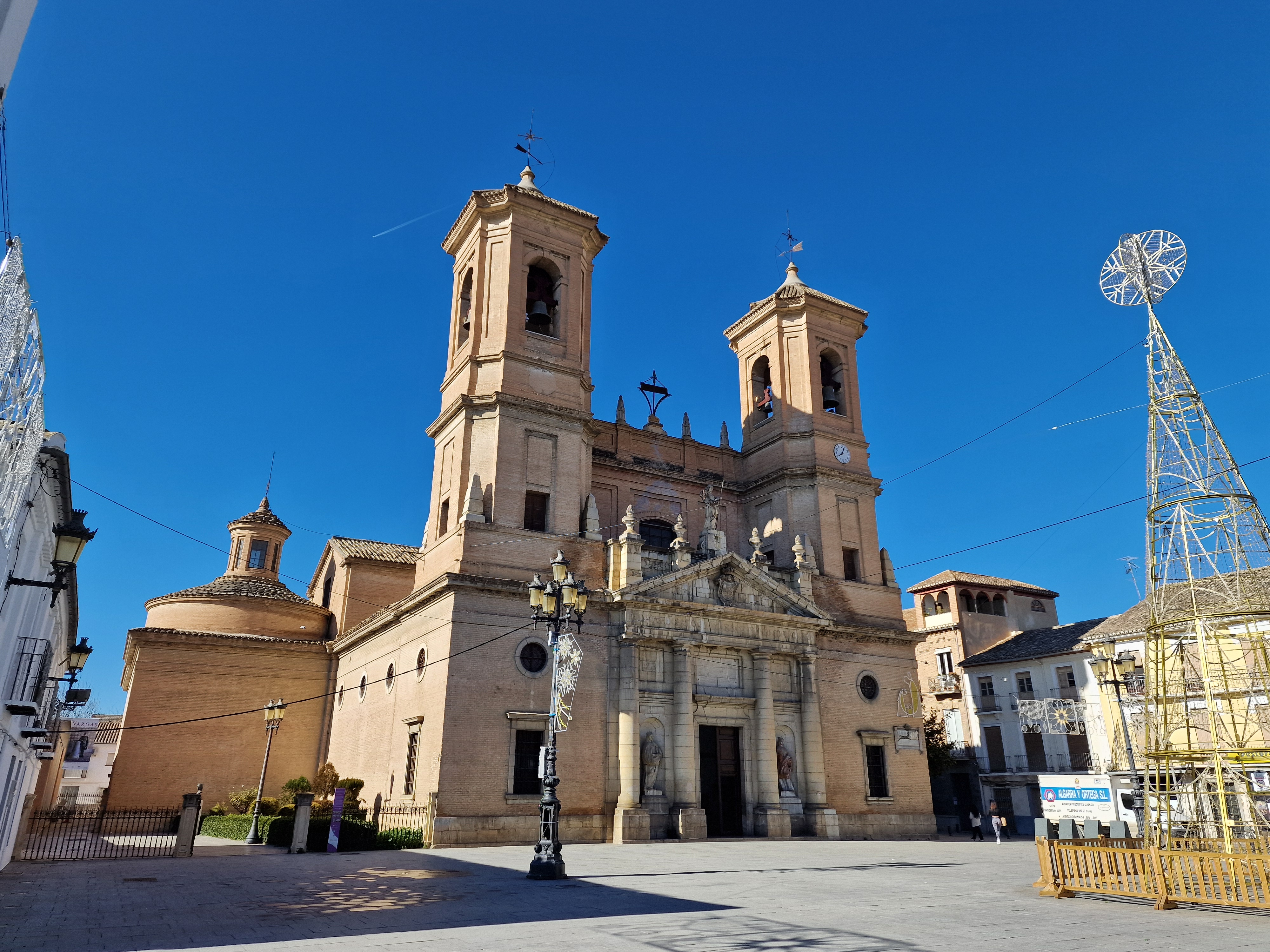
Santa Fe
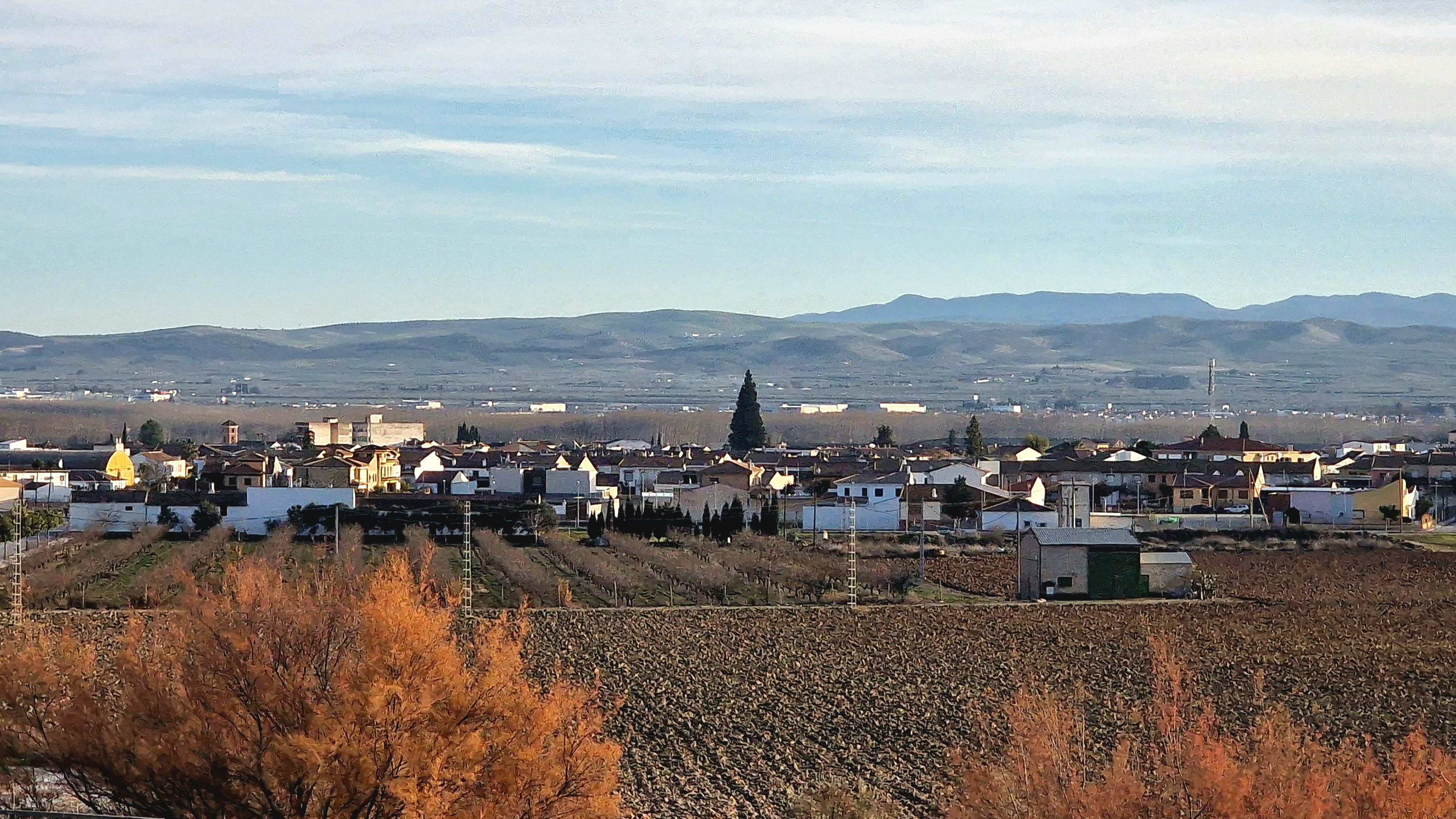
Valderrubio
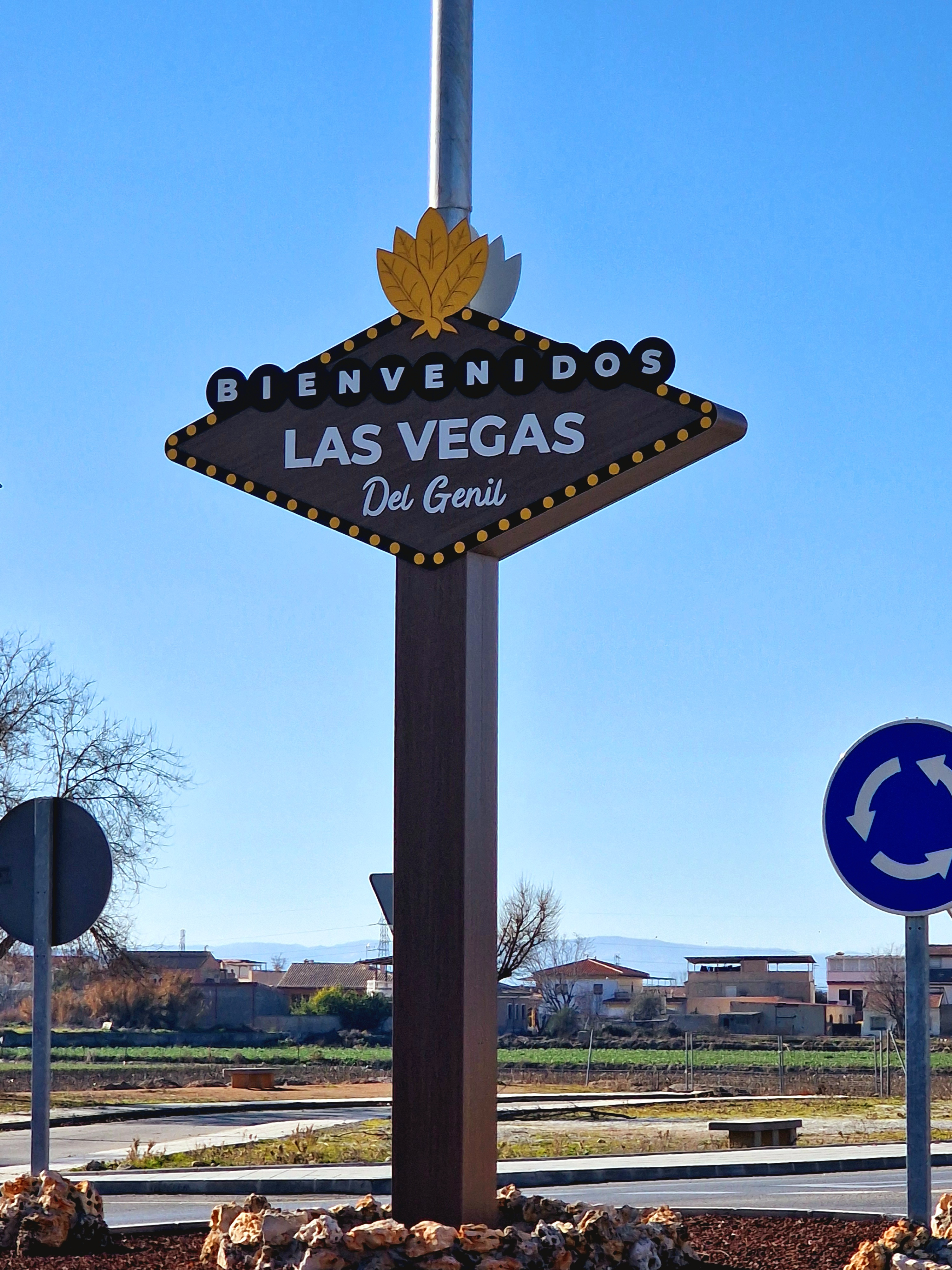
Vegas del Genil
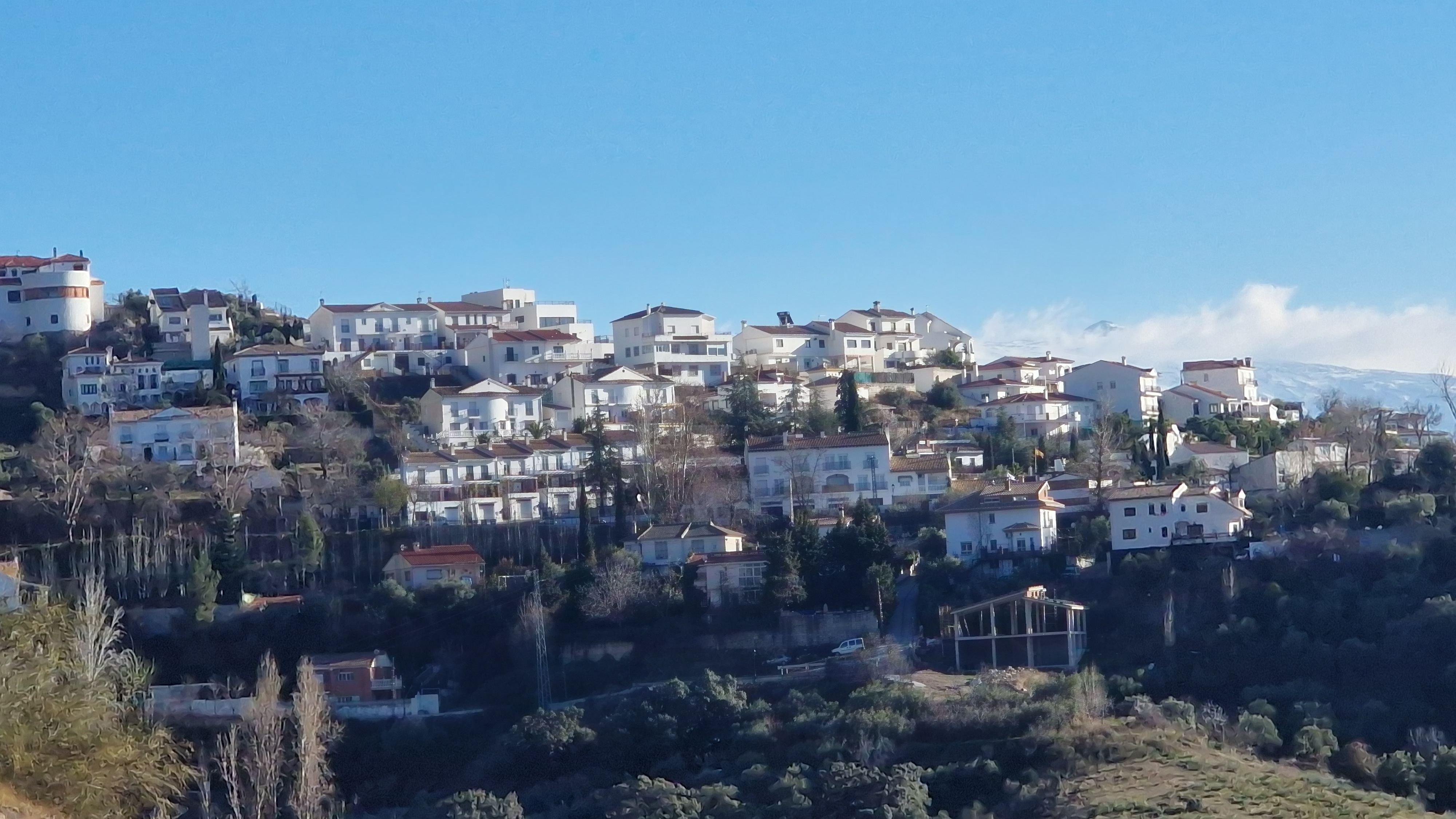
Víznar